# Мієко Хірота
Мієко Хірота (яп. 弘田三枝子, англ. Mieko Hirota, 5 лютого 1947 — 21 липня 2020) народилась в районі Сетаґая, Токіо, Японія) — японська співачка, яка прославилася завдяки поєднанню західної поп-музики та джазу в Японії 1960-х років. Вона стала першою японською співачкою, яка виступила на Newport Jazz Festival у США. Її сценічне ім'я — Міко (Mico).

## Біографія
Мієко Хірота народилася в Токіо, Японія. Свою музичну кар'єру вона розпочала у віці 14 років, коли підписала контракт із лейблом Columbia Records. Її дебютний сингл «Konnichiwa Goodbye» був випущений у 1961 році.
У 1961 році, у віці 14 років, Мієко дебютувала з японською версією пісні «Don't Treat Me Like A Child» британської співачки Гелен Шапіро під назвою «Kodomo janai no» (яп. 子供ぢゃないの). Цей сингл швидко здобув популярність і відкрив їй шлях до музичної кар'єри.[неавторитетне джерело]
У 1962 році вперше взяла участь у щорічному телешоу Kōhaku Uta Gassen — національному пісенному конкурсі, який транслюється в Японії щороку 31 грудня. Загалом Мієко виступала на шоу 8 разів.
У середині 1960-х років вона стала однією з перших японських співачок, які виступали на міжнародній сцені. У липні 1965 року Мієко виступила на престижному Newport Jazz Festival у США, де її супроводжував гурт піаніста Біллі Тейлора (Billy Taylor Trio). Її виконання пісні «Sunny» (оригінально Боббі Гебб) здобуло популярність і вважається однією з найвідоміших її інтерпретацій.
Протягом 1960-х та 1970-х років Хірота випустила низку успішних альбомів, поєднуючи елементи поп-музики та джазу. Вона була відома своїм потужним голосом та вільним володінням англійською мовою, що дозволило їй інтерпретувати багато західних хітів. Серед її відомих робіт — альбоми «Miko in New York» (1977) та «In My Feeling» (1978).
Мієко також брала участь у популярному японському новорічному шоу Kōhaku Uta Gassen вісім разів, вперше з'явившись там у 1962 році з виконанням японської версії пісні «Vacation» Конні Френсіса.

## Творчість
Хірота була відома своїм сильним, джазовим вокалом і вільно володіла англійською мовою, що дало їй змогу виконувати численні хіти американських та європейських виконавців. Вона вважається однією з перших японських виконавиць, які поєднали західну популярну музику з японською естрадою.
Протягом своєї кар'єри вона випустила понад 30 альбомів та брала участь у численних музичних шоу на телебаченні. Її вплив особливо відчутний у розвитку сучасної японської поп-музики та у формуванні образу жіночої поп-зірки в Японії.

## Смерть
20 липня 2020 року Мієко впала у себе вдома в місті Чіба. Вона була доставлена до лікарні, але померла наступного дня — 21 липня 2020 року — у віці 73 років. Причиною смерті названо серцеву недостатність.

## Спадщина
Мієко Хірота залишається однією з легенд японської поп-сцени 1960-х і 1970-х років. Її вклад у розвиток музики та популяризацію японської культури за кордоном визнається і сьогодні.

## Дискографія
- 1961 — Kodomo ja nai no
- 1962 — Vacation (Japanese Version)
- 1975 — Miko Best Jazz Album
- 1977 — Miko in New York
- 1978 — In My Feeling